# Dampierre-et-Flée
 Dampierre-et-Flée  es una población y comuna francesa, en la región de Borgoña, departamento de Côte-d'Or, en el distrito de Dijon y cantón de Fontaine-Française.

## Demografía
| 113 | 107 | 85 | 94 | 110 | 102 |
| Para los censos de 1962 a 1999 la población legal corresponde a la población sin duplicidades (Fuente: INSEE [Consultar]) |     |    |    |     |     |